# Les Greatest Hits
Les Greatest Hits —en español: Los grandes éxitos— es el quinto álbum de Army of Lovers. Es una compilación de los álbumes previos y tres canciones nuevas: Give My Life, Venus And Mars y Requiem.
Se editaron dos versiones del álbum: una edición europea (1995) y una edición del Reino Unido (1996). Contienen las mismas canciones, excepto una: en la edición del Reino Unido Stand Up for Myself fue reemplazada por una nueva canción, King Midas, que también sirvió como un último sencillo del grupo en verano de 1996. King Midas estuvo también disponible en la versión estadounidense del álbum, que fue publicado poco después de que «Give My Life» triunfara en las listas Dance estadounidenses.
Este álbum compilación devolvió a Army of Lovers a las listas y había vendido más de 4,1 millones de copias al final del año 2009. También se convirtió en el álbum más vendido de Army of Lovers en los Estados Unidos (con ventas superiores a 1 millón).

## Lista de canciones

### CD
- Edición europea

1. Give My Life (3:54)
2. Venus And Mars (3:30)
3. My Army Of Lovers (3:29)
4. Ride The Bullet (1992 remix) (3:28)
5. Supernatural (The 1991 remix) (3:57)
6. Crucified (3:33)
7. Obsession (3:41)
8. Candyman Messiah (Single remix) (3:10)
9. Judgment Day (3:58)
10. Everytime You Lie (3:12) (en realidad un sencillo en solitario de La Camilla).
11. Israelism (3:22)
12. La Plage De Saint Tropez (3:32)
13. I Am (3:55)
14. Lit De Parade (Radio edit) (3:28)
15. Sexual Revolution (Latin radio edit) (3:58)
16. Life Is Fantastic (The 1995 remix) (4:00)
17. Stand Up for Myself (The 1995 remix) (3:59)
18. Requiem (4:31)

- Edición del Reino Unido

1. Give My Life (3:54)
2. Venus And Mars (3:30)
3. My Army Of Lovers (3:29)
4. Ride the Bullet (1992 remix) (3:28)
5. Supernatural (The 1991 remix) (3:57)
6. Crucified (3:33)
7. Obsession (3:41)
8. Candyman Messiah (Single remix) (3:10)
9. Judgment Day (3:58)
10. Everytime You Lie (3:12) (en realidad un sencillo en solitario de La Camilla).
11. Israelism (3:22)
12. La Plage De Saint Tropez (3:32)
13. I Am (3:55)
14. Lit de Parade (Radio edit) (3:28)
15. Sexual Revolution (Latin radio edit) (3:58)
16. Life Is Fantastic (The 1995 remix) (4:00)
17. King Midas (3:57)
18. Requiem (4:31)

## Posición en las listas
| Lista                       | Posición | Ventas y certificaciones    |
| --------------------------- | -------- | --------------------------- |
| Lista de álbumes sueca      | 40.      | Oro 35.000 + Unidades       |
| Lista de álbumes finlandesa | 22.      | 15.000 + Unidades           |
| Lista de álbumes de Grecia  | 3.       | Platino 50.000 + Unidades   |
| Lista de álbumes italiana   | 5.       | Oro 40.000 + Unidades       |
| Lista de álbumes rusa       | 1.       | Diamante 700.000 + Unidades |
| Lista de álbumes irlandesa  | 10.      | Platino 20.000 + Unidades   |
| Canadian Albums Chart       | 12.      | Oro 40.000 + Unidades       |
| Japanese Albums Chart       | 7.       | Oro 150.000 + Unidades      |
| French Albums Chart         | 3.       | Platino 300.000 + Unidades  |

- Datos: Q4042798